# Oolong

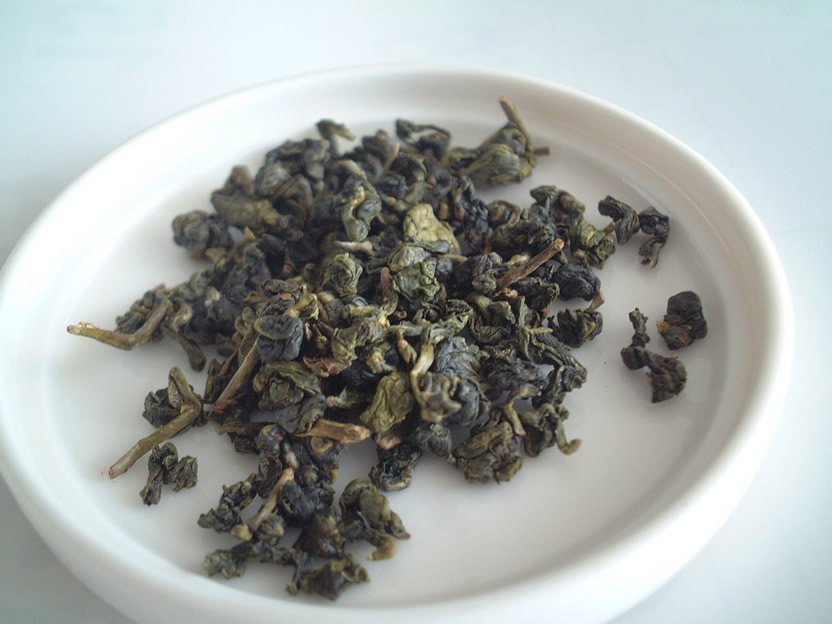
Oolong-te

Oolong (kinesiska: 乌龙茶, pinyin: wūlóngchá) är en tesort som ligger emellan grönt och svart te i oxidationsgrad vilket bidrar till vad man kallar ett halvfermenterat te. På den kinesiska färgskalan för teer kallas oolong för ett blått te (青茶, qingcha), alternativa tolkningar av namnet är "klart te", eller "mörkgrönt te". Det tvistas något om när oolong-teet först började tillverkas, men det mesta tyder på att detta var under Mingdynastin. Oolong är det te som vanligen används i den kinesiska teceremonin.
Likt många andra teer anses oolong vara bra för fettförbränningen. Detta beror troligtvis på koffeinet i te som bidrar till termogenes och är därmed inte helt utan grund.

## Oolongsorter
Oolong brukar som många andra tesorter delas in efter vilken region de kommer ifrån. De största teproducerande regionerna är Wuyi och Anxi i Fujian, Guangdong samt Taiwan (ofta kallat vid sitt gamla namn Formosa i tesammanhang).

### Anxi
Anxi i Fujian producerar bland de mest kända oolongerna i världen, däribland den kanske allra mest kända Tie Guan Yin. De är kända för att allmänt vara väldigt gröna, lågoxiderade och oftast orostade. Även välrostade former av dessa teer förekommer men är inte alls lika vanliga.
- Huang Jin Gui (黃金桂)
- Mao Xie (毛蟹)
- Rou Gui (肉桂)
- Ruan Zhi (软枝 eller 軟枝)
- Tie Guan Yin (铁观音 eller 鐵觀音)

### Wuyi
Teer från Wuyi, ofta kallade Yancha (岩茶, Rock tea) eller Wuyi Yancha, är kända för att vara mörka: starkt oxiderade och rostade. Bland de mer kända teerna hittar man Si Da Ming Cong, Wuyis fyra kända teer: Da Hong Pao), Shui Jin Gui, Tie Luo Han och Bai Ji Guan.
- Bai Ji Guan (白鸡冠)
- Ban Tian Yao (半天腰, 半天妖 eller 半天夭)
- Da Hong Pao (大红袍)
- Huang Guan Yin (黃觀音)
- Jin Yao Shi (金钥匙 eller 金鑰匙)
- Shui Jin Gui (水金亀)
- Shui Xian eller Shui Hsien (水仙)
- Qi Lan (奇兰 eller 奇蘭)
- Rou Gui (肉桂)
- Tie Luo Han (鉄羅漢)

### Formosa
Formosa syftar till det man nu för tiden kallar Taiwan och är en stor producent av oolongteer och ursprunget för många teälskares favoritoolong Dong Ding.
- Ali Shan (阿里山茶)
- Dong Ding (凍頂)
- Dongfang Meiren (東方美人茶)
- Lishan (梨山)

### Guangdong
Guangdong är främst känt för en sorts te, Dan Cong (单枞). En mycket intressant sorts te, känd för att kunna imitera smaker av många olika blommor och frukter.

### Andra kända oolonger
Inom Kina
- Pouchong (包種茶)

Utanför Kina
- Afrikansk oolong
- Darjeeling oolong
- Nepalesisk oolong
- Thailändsk oolong
- Vietnamesisk oolong